# Municipio de Benito Juárez (Tlaxcala)
El municipio de Benito Juárez es uno de los sesenta municipios que conforman el estado mexicano de Tlaxcala. Su cabecera municipal es la localidad homónima.
Fue de los últimos en erigirse dentro del estado. Se formó con el decreto del 9 de octubre de 1995 separándose del municipio de Sanctórum de Lázaro Cárdenas.

## Ubicación
El municipio se encuentra ubicado al norte del estado de Tlaxcala teniendo los siguientes límites municipales: 
Al norte con el Estado de Hidalgo, específicamente con el municipio de Apan;  al este con el municipio de Tlaxco; al sureste con el municipio de Hueyotlipan; y al sur y al oeste con el municipio de Sanctórum de Lázaro Cárdenas. 